# John Barrington-Ward
John Craig Barrington-Ward (ur. 28 sierpnia 1928 w Hindhead w hrabstwie Surrey, zm. 4 lipca 2013 w Newport) – brytyjski żołnierz i żeglarz.

## Lata młodości
Był synem Johna Grosvenora Barringtona-Warda i bratem Jane Barrington-Ward.

## Kariera sportowa
W 1948 niósł pochodnię olimpijską. W 1952 wystartował na igrzyskach olimpijskich, w klasie Dragon, w której brytyjska załoga zajęła 13. miejsce.

## Kariera wojskowa
Służył w Royal Artillery, w której uzyskał rangę majora.

## Życie prywatne
5 września 1973 poślubił Annę Mary Hermione Barcraft, która uzyskała rangę kapitana w Women’s Royal Army Corps.